# 매교역 팰루시드
매교역 팰루시드(Maegyo Station Palucid)는 경기도 수원시 권선구 세류동에 건설중인 아파트 단지로, 권선 113-6구역을 재개발하는 사업이다. 32개동 2,178가구가 들어설 예정이다.